# Ruta Provincial 23 (Formosa)
La Ruta Provincial 23 es una carretera de 175 km ubicada en el centro de la Provincia de Formosa, Argentina, en los departamentos de Patiño y Pirané. Pertenece a la red vial primaria de la provincia. 
Inicia en la Ruta Provincial 9 al sur y finaliza al norte en el Río Pilcomayo. Del total, 56 km se encuentran asfaltados y el resto es de tierra.

## Localidades que atraviesa
- Palo Santo
- General Manuel Belgrano